# Ландербах
Ландербах (нем. Landerbach) — река в Германии, протекает по земле Северный Рейн-Вестфалия. Площадь бассейна реки составляет 21,464 км², общая длина — 11,383 км. Исток расположен на высоте 141 метр, а устье — на высоте 95 метров над уровнем моря.
У Ландербаха два правых именованных притока — Менкебах-Абляйтер (нем. Menkebach Ableiter, длина 3,215 км) и Крампсбах (нем. Krampsbach, длина 1,238 км), и три левых — Дальбкебах (нем. Dalbkebach, длина 6,155 км), Эльбахабляйтер (нем. Ölbachableiter, длина 1,968 км) и приток с тем же названием (нем. Landerbach, длина 1,58 км).